# Halcyon Digest
Halcyon Digest è il quinto album in studio del gruppo musicale statunitense Deerhunter, pubblicato il 28 settembre 2010 dalla 4AD.

## Il disco
L'album è stato coprodotto dalla band insieme a Ben H. Allen e registrato presso i Chase Park Transduction Studios di Athens (Georgia). La traccia finale, He Would Have Laughed, è stato registrata separatamente da Bradford Cox presso il Notown Sound di Marietta (Georgia) ed è un tributo a Jay Reatard, musicista scomparso nel 2010 con cui i Deerhunter avevano collaborato.
Dal disco sono stati estratti come singoli i brani Revival (21 luglio 2010) e Memory Boy (16 aprile 2011).
Il disco è stato accolto positivamente dalla critica: viene recensito in maniera entusiasta da Pitchfork (voto 9.2/10), AllMusic (4/5 stelline), The Guardian (4/5) e 
Mojo.
L'album è inoltre presente al terzo posto della classifica "I 50 migliori album del 2010" stilata da Pitchfork Media e nell'edizione 2011 del libro 1001 Albums You Must Hear Before You Die ("I 1001 album da ascoltare prima di morire").

## Tracce
1. Earthquake – 5:00
2. Don't Cry – 2:49
3. Revival – 2:13
4. Sailing – 4:59
5. Memory Boy – 2:09
6. Desire Lines – 6:44
7. Basement Scene – 3:41
8. Helicopter – 4:58
9. Fountain Stairs – 2:38
10. Coronado – 3:19
11. He Would Have Laughed – 7:29

Traccia bonus nell'edizione giapponese
1. Rhythm – 2:56
2. Colorscale – 5:10

## Formazione
Deerhunter
- Bradford Cox - chitarra, voce
- Moses Archuleta - batteria
- Joshua Fauver - basso
- Lockett Pundt - chitarra, voce (6, 9)

Altri musicisti
- Bill Oglesby - sax (9, 10)
- Paul McPherson - chitarra a 12 corde (10)

Personale tecnico
- Ben H. Allen - produzione, missaggio, sovraincisioni, produzione addizionale (11)
- Deerhunter - produzione
- David Barbe - ingegneria, missaggio (7)
- Drew Vandenberg - assistente ingegnere
- Rocbert Gardner - assistente missaggio
- Henry Barbe - assistente ingegnere (7)
- Bradford Cox - registrazione (11)
- Joe Lambert - masterizzazione
- Yousuf Ahmed, Matt Tuttle - stagisti
- Paul McPherson - assistente della band

Artwork
- George Mitchell - foto di copertina, fotografie
- Dennis Dinion - model
- Brandford Cox - tipografia, layout, design, artwork addizionale
- Will Govus - foto interno
- Deerhunter - fotografia
- Don Gallo - assistente al layout